# O & C Products
O & C Products war ein britischer Hersteller von Automobilen. „O & C“ stand für die Inhaber Oldham und Crowther.

## Unternehmensgeschichte
Ruth Oldham und Martin Crowther gründeten 1984 das Unternehmen in Peterborough in der Grafschaft Cambridgeshire. Sie begannen mit der Produktion von Automobilen und Kits. Der Markenname lautete O & C. 1989 endete die Produktion. Insgesamt entstanden etwa 143 Exemplare.

## Fahrzeuge
Das erste Modell war der Sport. Dies war die Nachbildung des Lotus Seven. Zur Wahl standen Vierzylindermotoren vom Morris Minor, Morris Marina, Toyota Corolla und Toyota Carina. Zwischen 1984 und 1988 entstanden etwa 17 Fahrzeuge.
Der Sprint war das bestverkaufte Modell. Er fand zwischen 1984 und 1988 etwa 110 Käufer. Er hatte die gleiche Basis wie der Sport. Die offene Karosserie sah wie eine Mischung aus Lotus Seven und einem traditionellen Roadster aus.
Der Super Sport war vom Sport abgeleitet. Speziell die Front war überarbeitet. Ein V8-Motor von Rover trieb das Fahrzeug an. Zwischen 1985 und 1988 entstanden etwa acht Exemplare.
Der Sonnet war eine Variante des Sport mit einem aggressiveren Äußeren. Er fand zwischen 1985 und 1988 etwa fünf Käufer.
Der Thruxton erschien 1985 und blieb bis 1988 im Angebot. Es war ein offener Rennsportwagen mit Straßenzulassung, von dem nur ein Exemplar entstand.
Der Serac von 1988 blieb ein Einzelstück.
Letztes Modell war der Serac SS von 1989. Auch dieses Coupé mit Motor von Toyota blieb ein Prototyp.